# 王瑞華
王 瑞華（おう ずいか、1891年 – 1960年）は、中華民国の軍人、満洲国の官僚。別号は頼臣。中華民国時代は奉天派の軍人。満洲国では行政官となり、錦州省長まで昇進した。

## 事績
父の王子雅は義和団員として連山天主教堂の焼き討ちに連座して処刑され、一家離散の苦難を経験する。
1901年（光緒二十七年）、兄の王瑞双とともに寧遠州（現：興城市）に流れ着き、十代で保定陸軍小学堂に入学。辛亥革命を経て1914年（民国3年）に北京清河陸軍第一予備学校（第二期生）、1917年（民国6年）3月、保定陸軍軍官学校に進学。1919年（民国8年）卒業。
1923年より郭松齢配下で第6混成旅第25団団附（中校）に始まり、のち東北陸軍軍士教導隊副隊長（上校）として張学良を補佐した。郭松齢の反乱では教導隊生徒で混成旅を臨時編成し、巨流河を挟んだ東岸の興隆店一帯に展開。郭松齡軍の渡河を阻んだ。この功績により鎮定後、第4補充旅、のち第27補充旅に正式昇格し、引き続き旅長を務めた。
1927年（民国16年）、軍士教導隊隊附に復帰した。同年5月、東北陸軍第8軍副軍長兼暫編第24師師長。6月6日、中将に昇格し、1930年（民国19年）東北陸軍講武堂教導隊教育長を歴任した。
1931年（民国20年）4月、ハルビンへ移り、東省特別区警務管理処処長となった。
満洲事変中の1931年11月、元吉林省政府委員・誠允らが抗日のために黒竜江省の賓県に吉林省臨時抗日政府（賓県政府）を樹立するとこれに参加したが、まもなく関東軍に敗北、降伏した。翌1932年（民国21年）1月14日、王瑞華は東省特別区長官公署高等顧問に任じられ、さらに警務管理処処長に再任している。しかし同月25日、ハルビンに向かい、今度は李杜率いる吉林自衛軍に参加し、第29旅旅長として同地で関東軍と戦った（哈爾濱保衛戰）が、再び敗れて下野し、極楽寺の僧として潜伏する 。
その後、王瑞華は満洲国に降り、1935年（康徳2年）に蓋県県長に任命された。1937年（康徳4年）5月に錦州省民政庁長兼教育庁長、更に1941年（康徳8年）10月11日には錦州省長へと昇進している。また、錦州地方治安維持会を組織し、会長に就任。以後、満洲国崩壊まで省長に在任した。
満洲国崩壊直後、錦州は中国共産党の李運昌率いる東北人民自治軍が占領し、王瑞華は逮捕された。共産党より錦州市長に任命された張士毅に死刑判決を下されたが、すぐに釈放された。また、ソ連軍や中国国民党からも罪を問われなかった。政治姿勢が清廉潔白であり、また日常的に民衆の間へ入り真摯にその声を聞いていたため、錦州省の人々からの人望が厚かったことが理由とされる。以後、政治には一切関わらずに隠居している。
1960年4月、錦州市にて病没。享年70。

## 注
1. 1 2 3 4 5 6 7  張編(1997)、26 頁。
2. 1 2 3 4  帝国秘密探偵社編(1943)、「満洲」67頁。
3. 1 2 3 4  尾崎監修(1940)、10頁。
4. ↑  劉ほか編(1995)、1252頁は「興城県」としているが、張編(1997)と帝国秘密探偵社編(1943)、尾崎監修(1940)に従う。
5. ↑  高・王主編(1993)、10頁。
6. ↑  王鸿宾 (1982). 沈阳史话. 上海人民出版社. p. 114
7. ↑  “政府広報第3996号” (PDF) (中国語).   中華民国政府官職資料庫. 2024年11月17日閲覧。
8. ↑  潘喜廷 (1994). 东北近代史研究. 中州古籍出版社. p. 90
9. ↑  潘喜廷 (1994). 东北近代史研究. 中州古籍出版社. p. 350
10. ↑  劉ほか編(1995)、1196頁。
11. ↑  満洲国史編纂委員会編(1956)、137頁。
12. ↑  锦州市地方志编纂委员会. 办公室. 锦州市志: 综合卷. 中国统计出版社. p. 62